# Maksymilian Machalski
Maksymilian Machalski (1817 Wojnicz – 30. září 1890 Krakov) byl rakouský právník a politik polské národnosti z Haliče, během revolučního roku 1848 poslanec Říšského sněmu, v závěru 19. století poslanec Říšské rady.

## Biografie
Studoval filozofii na Jagellonské univerzitě a práva na Vídeňské univerzitě. V roce 1846 získal titul doktora práv. Před rokem 1848 působil jako advokát v Tarnówě.
Během revolučního roku 1848 se zapojil do politického dění. Ve volbách roku 1848 byl zvolen na rakouský ústavodárný Říšský sněm. Zastupoval volební obvod Brzesko v Haliči. Uvádí se jako advokát. Na sněmu patřil do bloku levice. 19. ledna 1849 podal interpelaci kvůli bombardování Lvova a stavu obležení v Haliči. 25. ledna 1849 požadoval zrušení trestu smrti pro politické přečiny.
Po porážce revoluce a rozpuštění sněmu strávil jistý čas v Anglii a Německu, pak se vrátil do Rakouska a působil jako advokát v Krakově. Specializoval se na trestní právo. V letech 1863–1864 zastupoval v soudních sporech list Czas a v roce 1880 polského socialistu Ludwika Waryńského. Po řadu let zastával funkci prezidenta krakovské advokátní komory. Byl členem krakovské obecní rady a místní akademie věd.
V závěru života se ještě vrátil i do parlamentní politiky. V doplňovacích volbách roku 1886 usedl místo Maksymiliana Zatorského do Říšské rady (celostátní parlament). Nastoupil sem 5. května 1886 za městskou kurii v Haliči, obvod Krakov. V Říšské radě setrval do své smrti roku 1890. Byl zde členem Polského klubu. Zasedal v rozpočtovém a právním výboru. Vedl komisi pro kodifikaci trestního práva.